# Fourmagnac
Fourmagnac település Franciaországban, Lot megyében. Lakosainak száma 176 fő (2022. január 1.). Fourmagnac Camburat, Cardaillac, Fons és Saint-Bressou községekkel határos.

## Népesség
A település népességének változása:
| Lakosok száma | 107  | 110  | 110  | 136  | 156  | 153  | 161  | 167  | 171  | 176  |
|               | 1968 | 1982 | 1990 | 2006 | 2013 | 2015 | 2017 | 2019 | 2020 | 2022 |